# 刘子柱
刘子柱（1963年—），中国人民解放军海军中将。
曾任海军北海舰队某作战支援舰支队支队长。2015年，任北海舰队副参谋长。2016年7月，任海军旅顺基地司令员。2017年7月30日，在内蒙古朱日和基地举行的“庆祝建军90周年阅兵”上，刘子柱为海军导弹第2方队领队。2017年12月，任海军副参谋长。2018年4月，任海军后勤部部长。2021年6月，升任南部战区副司令员。2024年1月，调任海军副司令员。
2016年7月晋升海军少将军衔，2021年6月晋升海军中将军衔。